# 1908 في الأرجنتين
فيما يلي قوائم الأحداث التي وقعت خلال عام 1908 في الأرجنتين.

## سياسة

### تعيين في المنصب
- 1 يناير – كارلوس سافيدرا لاماس عضو مجلس النواب في الأرجنتين ‏.
- 22 يونيو – فيكتورينو دي لا بلازا وزارة الخارجية والتجارة الدولية والعبادة (الأرجنتين).

## رياضة
- 1 يناير – دوري الدرجة الأولى الأرجنتيني 1908 الفائز Belgrano Athletic Club [الإنجليزية]‏.

## مواليد

### يناير
- 31 يناير – أتاهوالبا يوبانكوي مغني أرجنتيني.[1]

### فبراير
- 22 فبراير – بيدرو أوتشوا لاعب كرة قدم أرجنتيني.

### مارس
- 6 مارس – فيكتور بيرالتا ملاكم أرجنتيني.

### أبريل
- 4 أبريل – أليخاندرو غوميز سياسي أرجنتيني.

### مايو
- 12 مايو – أليخاندرو سكوبيلي لاعب كرة قدم أرجنتيني.[2]

### أغسطس
- 29 أغسطس – ميغيل أنخيل روبرت مدرب، ولاعب كرة قدم أرجنتيني.[3]

### سبتمبر
- 13 سبتمبر – كارلوس بيوسيلي لاعب كرة قدم أرجنتيني.[4]

### أكتوبر
- 23 أكتوبر – خوان بوتاسو لاعب كرة قدم أرجنتيني.[5]
- 28 أكتوبر – آرتورو فرونديزي[6]

### نوفمبر
- 21 نوفمبر – خوسيه بيانكو[7]
- 24 نوفمبر – ليبرتاد لامارك مغنية وممثلة أرجنتينية.[8]

### ديسمبر
- 10 ديسمبر – ماريو إيفاريستو لاعب كرة قدم أرجنتيني.[9]